# Гёльдерлин, Фридрих
Иоганн Кристиан Фридрих Гёльдерлин (нем. Johann Christian Friedrich Hölderlin; 20 марта 1770, Лауффен-на-Неккаре — 7 июня 1843, Тюбинген) — немецкий поэт, философ и переводчик, педагог, библиотекарь. Его главное произведение — роман «Гиперион» (1797—1799).

## Биография и творчество
Иоганн Кристиан Фридрих Гёльдерлин родился 20 марта 1770 года в городе Лауффен-ам-Неккар в семье консистория. Его отец Генрих Фридрих Гёльдерлин (1736—1772) умер в 1772 году, и с тех пор мальчик рос под руководством благочестивой матери — Йоханны Кристианы Гейм (1748—1828). В 1788—1793 годах Гёльдерлин изучал богословие в Тюбингене, выполняя волю матери. До этого он посещал семинарию сначала в Денкендорфе (час ходьбы от Нюртингена), а затем в Маульбронне. В Тюбингене Гёльдерлин вступил в «духовное училище», где царили строгие порядки и монастырская дисциплина. Однако были и существенные плюсы, вместо богословских занятий там часто преподавали классическую филологию и философию. По окончании семинарии он должен был занять место пастора, однако это нисколько его не прельщало, он не желал священствовать. Гёльдерлин много учился в Тюбингене, проявляя инициативу и самостоятельность в учёбе, и уже скоро стал знатоком античных авторов.

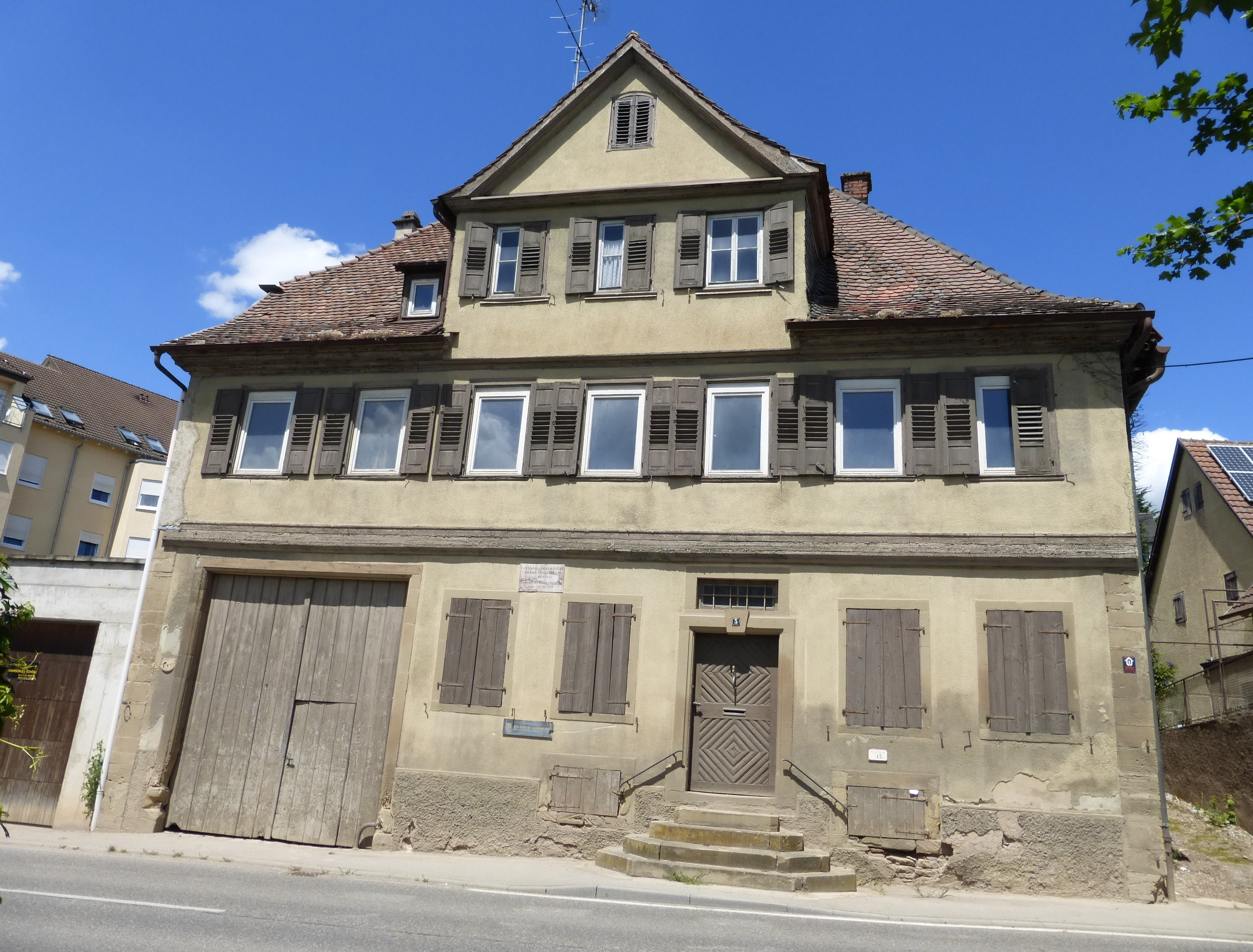
Родовой дом Гёльдерлина в Лауффен-ам-Неккаре, 2014

Ещё студентом Тюбингенского университета Гёльдерлин начал писать стихи, в форме и содержании которых было заметно подражание Фридриху Клопштоку. В 1789 году из-за неравнодушности к астрономии Гёльдерлин написал стихотворение, воздающее хвалу Иоганну Кеплеру. В 1790 году Гёльдерлин поселился в институтском общежитии, и его соседями по комнате в общежитии и однокурсниками были Гегель и Шеллинг. Во времена учёбы он был ровесником Гегеля, и пятью годами старше Шеллинга. Так как Гёльдерлин изучал философию, а в те времена наиболее популярны были Спиноза и Кант, дружба с также страстно увлекающимися философской наукой Гегелем, Шеллингом только крепла.
После окончания Тюбингенского университета группа друзей разошлась и они стали реже контактировать: Гегель уехал в Швейцарию и стал работать домашним учителем, а также трудился вдали от шума над разработкой своей философии (диалектики, феноменологии духа и т. д.). Шеллинг полностью посвятил себя философской карьере.

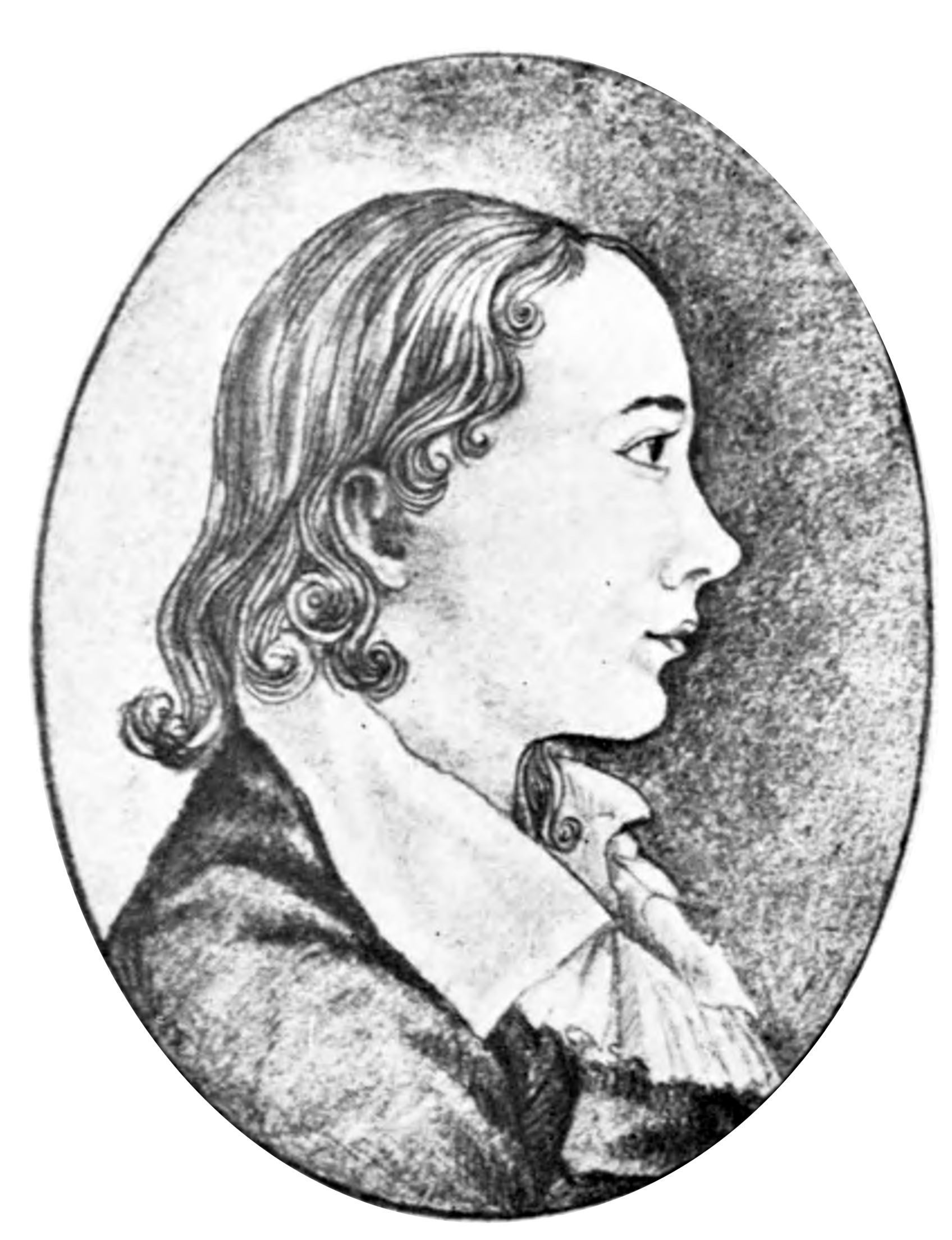
Портрет Фридриха Гёльдерлина в 1788 году, выполненный карандашом

В 1790-х Гёльдерлин показал себя в литературе, написав гимны, выражающие стремление к свободе. Идеал свободы он видел в мифах Древней Греции. В 1794—1795 годах Гёльдерлин жил в Йене. В 1794 году посещал лекции Иоганна Фихте в Йенском университете. Здесь, в центре романтического движения, он завязал личные отношения с представителями нового литературного направления; здесь же у Гёльдерлина обнаружились впервые зачатки ипохондрии. Зиму в Йене он проводил без отопления, сидя дома укутавшись и сознательно шёл на терпение холода, лишь бы продержаться подольше в этом городе, и вблизи от Веймара. Веймар и Йена были необходимы ему своей культурой и людьми. Он начал заводить отношения с Шиллером и Гёте, перед обоими философами он благоговел, однако те относились к нему скорее с полным равнодушием.
В январе 1796 года он стал домашним учителем у семьи Гонтар (нем. Gontard) в городе Франкфурт-на-Майне, в семье местного коммерсанта. Племянница Сюзетты Гонтар позже писала об отношении Гёльдерлина к своим ученикам: «Я хорошо помню всех этих людей (прим.: учителей), но ни один из них не был с нами, детьми, так мил и приветлив, как Гёльдерлин». В данной семье он провёл следующие годы с небольшим отлучением в августе 1796 года, во время волнений войны (в эти времена генерал Бонапарт поставлен во главе французской армии и начался поход французских революционных войск в итальянские земли, а затем и в другие страны). Гёльдерлин сопровождал в Бад-Дрибург свою мать и учеников. С начала 1797 года он вновь сошёлся с Гегелем, который вернулся во Франкфурт-на-Майне на ту же общественную позицию. Там он продолжил преподавание детям семьи Гонтар и влюбился в мать учеников — Сюзетт Гонтар. Она стала вдохновением для Гёльдерлина при написании романа «Гиперион, или Отшельник в Греции», опубликованного в 1797—1799 годах.

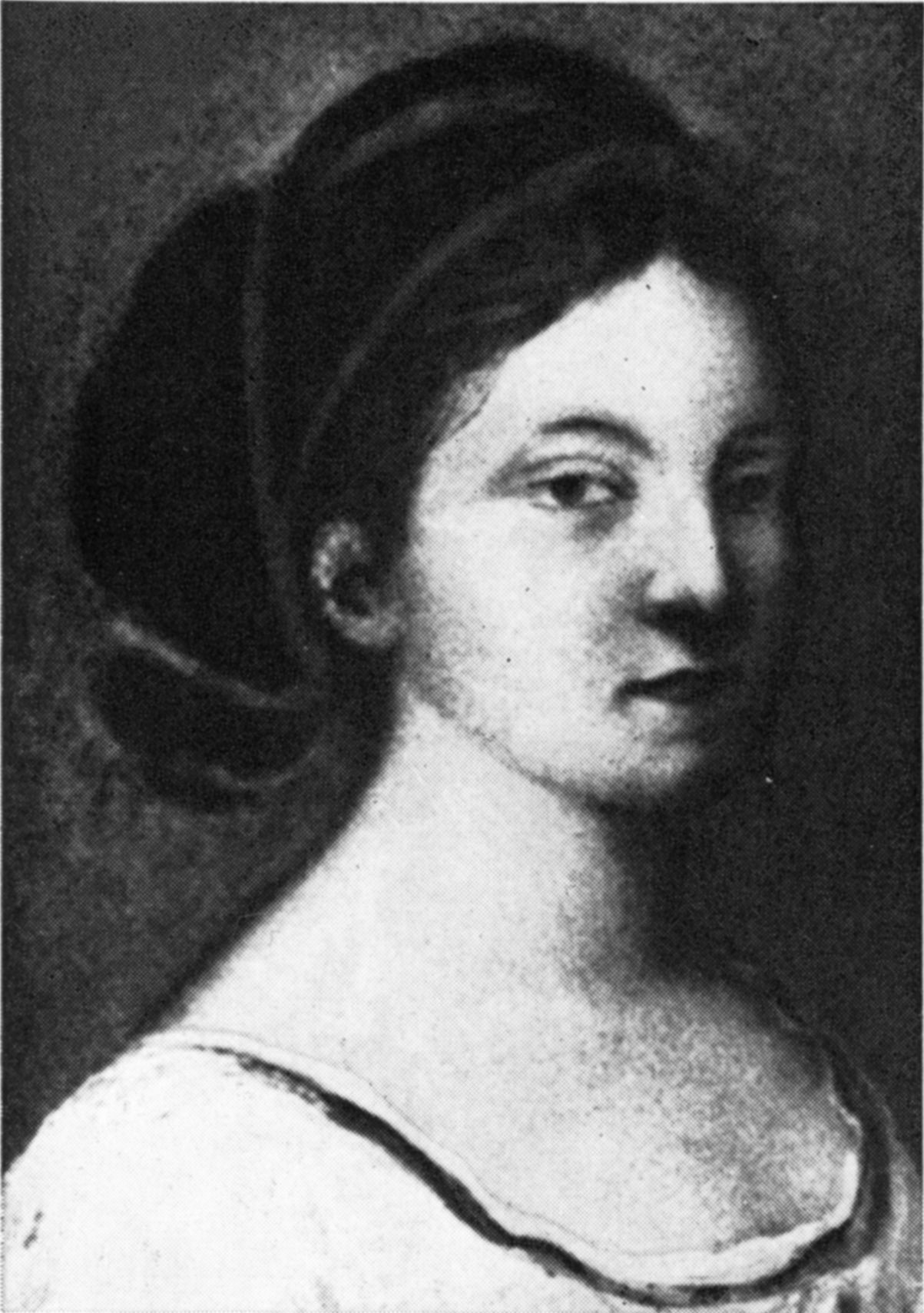
Сюзетт Гонтар (Диотима).

Пониженное настроение усилилось под влиянием безнадёжной и страстной любви с 1796 года к матери своих учеников, которых он учил на дому. В ней он нашёл идеал женщины, звал «гречанкой» и изобразил её в своём романе «Гиперион, или Отшельник в Греции» под именем Диотимы (др.-греч. Διοτίμα, с древнегреческим прототипом которой (Диотимой из Мантинеи) связано понятие платонической любви). Безответная любовь и недостижимость «гречанки-Диотимы» сильно угнетала его; возможно, это было одной из причин, по которой он стремился скрыться в аутистическом мире иллюзий.
Современники говорили, что черты лица Гёльдерлина и «Диотимы» были схожи как две капли воды, они выглядели как брат и сестра. Позднее это послужило мотивом для поэмы Гёльдерлина 1799 года «Эмилия в канун своей свадьбы» (нем. «Emilie vor ihran Brauttag»). В данной поэме отношение Эмилии к своему супругу носит оттенок сестринства, к тому же этот жених похож на покойного брата Эмилии.
В сентябре 1798 года Гёльдерлин расстался с семейством Гонтар, бросил домашнее преподавание и стал переезжать с места на место. Временное прибежище он нашёл у своего друга Синклера (нем. Sinklair) в Бад-Хомбург-фор-дер-Хёэ (также известный как Гомбург). Затем, по иницитиативе Синклера, отправился в Раштатт на время конгресса, но затем снова возвратился в Бад-Хомбург-фор-дер-Хёэ.
В йенской «Всеобщей литературной газете» (нем. Allgemeine Literatur-Zeitung) в мартовском номере 1799 года была опубликована рецензия Августа Шлегеля на альманах, издававшийся Кристианом Людвигом Нейффером, другом Гёльдерлина. В газете также печатались стихи Гёльдерлина. Август Шлегель после ознакомления с газетой дружественно одобрил Гёльдерлина, а стихи Нейферра воспринял негативно и с крайней критикой. Фридрих тут же написал письмо матери, похвалившись, что его оценил знаменитый критик Шлегель.
Летом 1800 года отправился к своей семье в Нюртинген, но переезды его не прекратились: позднее он поехал в Штутгарт, затем в Хауптвиль близ Констанца, а под конец 1801 года во Францию, в Бордо. В последнем городе занялся снова домашним преподаванием в семействе немца-виноторговца. После переезда из дома Гонтаров Гёльдерлин не прекращал тайно переписываться с «Диотимой». Их переписка продолжалась вплоть до её смерти в 1802 году.
В 1802 году вернулся на родину с явными симптомами психического расстройства. В Германии, встретившись со знакомым поэтом Маттисоном, оставил у того тяготящее впечатление. Позднее Маттисон рассказал, как в его комнату вошёл жалкий человек в растерзанном виде, явно с психическими нарушениями, и произнёс с приводящей в ужас холодностью только единое слово: «Гёльдерлин», после чего он сразу покинул дом поэта.
«Диотима» умерла, что, возможно, подорвало его психику окончательно. Тем не менее он снова начал писать стихи, изучал творчество древнегреческого лирического поэта Пиндара и переводил и комментировал тексты афинского драматурга и трагика Софокла. Самое крупное из произведений Гёльдерлина — роман «Гиперион, или Отшельник в Греции» (нем. «Hyperion oder Der Eremit in Griechenland», имя главного героя от др.-греч. Υπερίων «тот, кто поднимается»), представляющий как бы исповедь поэта. Характерная черта романа — чисто романтическое стремление связать философию с поэзией так, что границы между ними совершенно сглаживаются: для Гёльдерлина только та научная система удовлетворительна, которая стоит в связи и гармонирует с идеалом прекрасного. Идеи, имеющие нечто общее с воззрениями Гёльдерлина, позднее получают развитие в философских системах Шеллинга и Гегеля. В романе любопытна и другая сторона: болезненная мечтательность и чрезвычайно развитое чувство изящного создали в Гёльдерлине отвращение к современной действительности; он изображает в карикатуре своё время и своих соотечественников, а идеал свой ищет под дорогим ему небом Эллады. В данном романе автором также был воспет борец за свободу греческого народа и поклонник античности.
После «Гипериона, или Отшельника в Греции» были начаты неоконченная трагедия «Смерть Эмпедокла» — лирическое стихотворение в драматической форме, служащее, как и «Гиперион», выражением личного настроения поэта, — переводы из Софокла: «Антигона» и «Царь Эдип» — и ряд лирических стихотворений. Лирика Гёльдерлина проникнута пантеистическим мировоззрением: христианские идеи просачиваются как бы случайно; в общем мировосприятие Гёльдерлина — мировосприятие пантеиста-эллина, благоговеющего перед величием божественной природы. В поисках новых форм Гёльдерлин переосмысливает на свой лад христианство, создав миф, в котором Иисус Христос — последний олимпийский бог. Миссией последнего бога Олимпа предназначалось осуществление социальной справедливости.
Стихотворения Гёльдерлина богаты идеями и чувствами, иногда возвышенными, иногда нежными и меланхолическими; язык чрезвычайно музыкален и блещет яркими образами, особенно в многочисленных описаниях природы. Только Гегель не поддерживал Гёльдерлина из-за своей философской системы, а Шеллинг и Гёте тоже воспевали природу и относились к ней романтически.

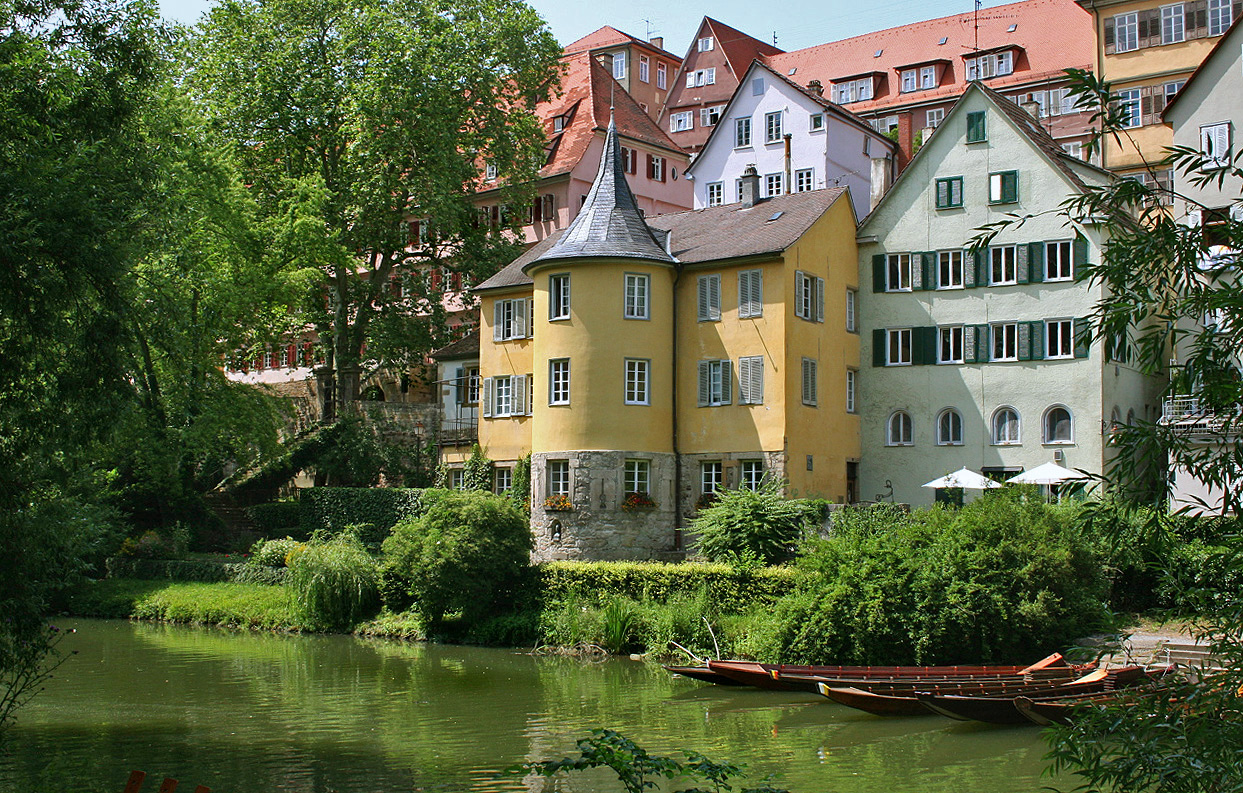
Так называемая «Башня Гёльдерлина» в Тюбингене. В этой части здания, в комнате на первом этаже, Фридрих Гёльдерлин прожил у приютившей его и ухаживающей за ним семье мастера-плотника 36 лет, с 1807 года и вплоть до своей смерти в 1843 году

Летом в 1804 году Гёльдерлин переезжает в Бад-Хомбург-фор-дер-Хёэ и занимает должность библиотекаря, благодаря содействию друга Синклера, который предложил ландграфу Гессен-Гомбурга его кандидатуру.
В скором времени его психическое состояние стало ухудшаться, и 11 сентября 1805 года Гёльдерлин был доставлен в клинику в Тюбингене под управлением доктора Иоганна Генриха Фердинанда фон Аутенрита, изобретателя маски для предотвращения криков у психически больных. Клиника была прикреплена к Тюбингенскому университету. Продолжительность нахождения в клинике — до 3 мая 1807 лет (351 день). Какие методы лечения использовали психиатры, неизвестно.
Поэт Вильгельм Фридрих Вайблингер, который посещал его в клинике, а также его биограф Кристоф Теодор Шваб, дают такую картину его психического состояния: увлечённость неутомимым фантазированием, полная неспособность владеть своими мыслями, скачка идей — перескакивание с одной мысли на другую (одним из первых описана Людвигом Бинсвангером как нем. «Ideenflucht», если биографы точны в указании психотического симптома), разговоры с самим собой, исписывание любого попавшегося в руки клочка бумаги поэтическими или прозаическими набросками.
С 1807 года наступили трагические времена для Гёльдерлина, он начал жить в Тюбингене в семействе мастера-плотника Эрнста Циммера. Он никого не узнавал и ничего не понимал, был замкнутым и учтивым. Иногда он называл себя Скарданелли или Буонаротти (видимо, связывая свою личность с Микеланджело Буонарроти).
С 1807 до самой смерти в 1843 году он жил на первом этаже «Башни Гёльдерлина» (Hölderlinturm).

## Философские взгляды
Гёльдерлин был неоплатоником. Он высказывает мысли о вечном циклическом движении, кругообороте тех же самых смыслов, которые попадают в чувственный космос из трансцендентальной сферы. Например, в романе «Гиперион, или Отшельник в Греции» герой романа с пренебрежением оценивает смерть людей, заявляя, что они, умерев, снова возвратятся преображёнными.
В стихотворении «Человек» Гёльдерлин говорит о страданиях людей как следствии отсутствия гармонии и единства с природой, вместо всего этого человек предпочёл подчинить природу себе, бороться с ней. В «Гиперионе, или Отшельнике в Греции» герой романа заявляет, что всё искусственное, придуманное «мятущимися людьми» — ничтожно, живёт только природа и боги природы (речь идёт о богах природы древнегреческой религии). Только в античности человек жил в согласии с природой. По суждению Гёльдерлина, в Древней Греции был осуществлён главный идеал человечества — красота. Гёльдерлин считает, что античная гармония человека и природы возникла с открытием человеком прекрасного в природе. В стихе «Архипелаг» он утверждает, что бесплодный и несчастный упорный труд будет продолжаться до тех пор, пока человек не воспрянет и не возвратит дух природы, тогда и вернётся Золотой век, «век свободы и мира». Герхард Курц высказал мнение, что у Гёльдерлина человек — не «наставник и господин» природы, а она сама вбирает его в себя, как очень сильное маховое колесо своей организации. Как писал Йохен Шмидт, у Гёльдерлина «ступень за ступенью… всеобъемлющая природа поднимается до всеобъемлющего духа».
Идеальным городом Древней Греции для Гёльдерлина являются Афины эпохи классики. Гиперион в романе рассказывал о том, что в духовном плане Афины превосходят Спарту. В «Смерти Эмпедокла» Афины также обозначены как город с процветающей культурой. Отсюда следует, что мечта Гёльдерлина о возвращении в афинский Золотой век — это попытка соединения античных космологических построений с современными историко-культурными представлениями. Во многом его философия схожа с шеллингианством, то есть философией Фридриха Шеллинга. И это не столь удивительно, если знать тот факт, что они оба жили в одном институтском общежитии и были друзьями, влияя друг на друга.

## Основные произведения
Основные произведения Гёльдерлина: «Диотима» (любовная лирика), «Праздник мира» (гимны), «Неккар», «Плач Мемнона по Диотиме» (1802—1803, элегия), «Гиперион, или Отшельник в Греции» (1797 — 1-й том, 1799 — 2-й том; впервые издано в эти годы на немецком издательством J. G. Cotta’sche Buchhandlung), «Смерть Эмпедокла» (1797—1800), «Слово об Илиаде» и «Об Ахиллесе» (эстетические фрагменты), «Об особенностях драматической поэзии вообще и об Эмпедокле в частности», «О различных родах поэзии». «Смерть Эмпедокла» существует в трёх версиях, написанных с 1797 по 1800 год, первая из которых является самой полной. Третья версия была опубликована в 1826 году, но все три не появлялись в печати до 1846 года, то есть они были опубликованы только через три года после смерти Гёльдерлина. В «Плаче Мемнона по Диотиме» использованы имена древнегреческих персонажей: Мемнона, сына Эоса с Титоном и Диотимы из диалога Платона «Пир».

## Болезнь
В истории литературы Гёльдерлин — фигура трагическая. В 1801 году на тридцать первом году жизни на поэта, который и до того был меланхоличным, мечтательным и сверх меры чувствительным, обрушивается неизлечимое психическое расстройство, и остаток своей долгой семидесятитрехлетней жизни он проводит в Тюбингене в «Башне Гёльдерлина» над Неккаром, погружённый во мрак шизофренического психоза. В одном из окон замка часто можно было видеть странную фигуру в белом остроконечном колпаке, которая, словно привидение, то появлялась, то исчезала. Под впечатлением этой картины молодой студент Эдуард Мёрике написал фантастическую балладу об огненном всаднике:

«Видите вон там, в окошке,

Шапку красную опять…»
Оригинальный текст (нем.)«Sehet ihr am Fensterlein

dort die rote Mütze wieder? <…>»
— Отрывок из стихотворения «Огненный всадник» (нем. «Der Feuerreiter») Эдуарда Мёрике (написано в 1823—1824)
Однако постепенное отупение и охлаждение чувств и эмоций можно было за много лет до вспышки собственно первого психоза почувствовать в звуках стихов Гёльдерлина, от которых веет шизофреническим ужасом, постепенно превращающим его собственный дух и окружающий мир в мир призраков.

«<…> Так где Ты? Мало жил я, но вечер мой

Уж дышит холодом. И уже я здесь —

Тень тишины; уже безгласно

Дремлет, в груди содрогаясь, сердце».
Оригинальный текст (нем.)«<…> Wo bist du? wenig lebt’ ich, doch athmet kalt

Mein Abend schon, und stille, den Schatten gleich,

Bin ich schon hier; und schon gefanglos

Schlummert das schauernde Herz im Busen.»
— Отрывок из стихотворения Гёльдерлина «An die Hoffnung» («В надежде»)

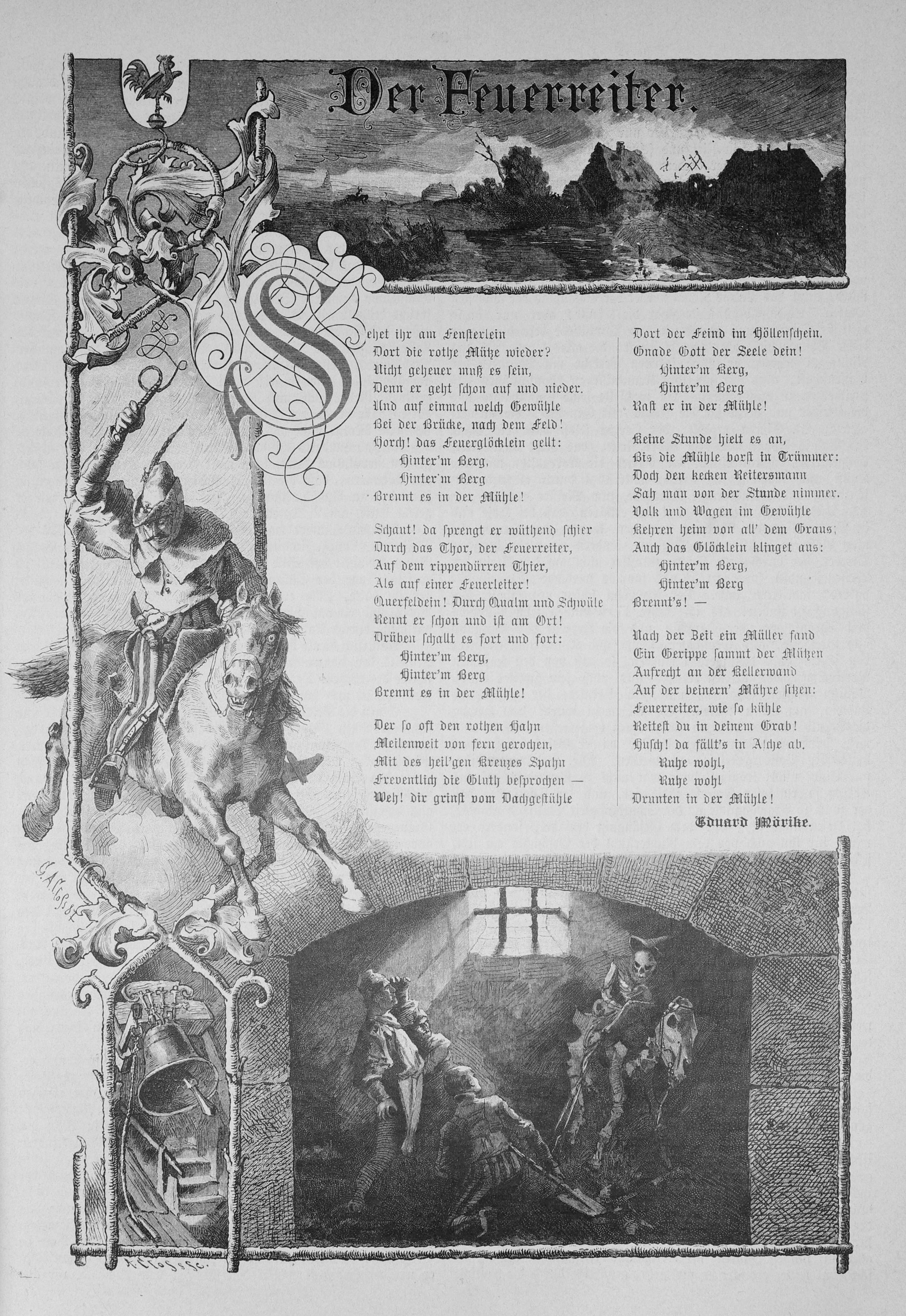
Стихотворение «Огненный Всадник» («Der Feuerreiter») Эдуарда Мёрике о «красной шапке в окошке». Иллюстрированный журнал «Gartenlaube» (Беседка), 1988

Гёльдерлин, отличавшийся «мимозоподобной» натурой со сверхчувствительной внутренней организацией, чрезвычайно сензитивный, аутистичный, нежный и сентиментальный, нуждавшийся в защите душевной организации, и согласно этим характеристикам психиатром Эрнстом Кречмером в книге «Строение тела и характер» поэт был диагностирован как шизоидная личность. Шизоидное расстройство личности у Гёльдерлина предшествовало шизофрении. У шизофреника Гёльдерлина переход из шизоидности с возвышенной нежностью юных годов до шизофренического кататонического тупомия хорошо прослеживается и является ярким образцом подобного перемещения в психиатрии. Переход от гиперэстетического (от нем. hyperästhetisch, на англ. hyperæsthetic, происходит от др.-греч. ὑπέρ «повыше», «свыше», «сверх» + αἴσθησις «чувство», «ощущение», «сообразительность») к анэстетическому (от нем. anästhetisch, на англ. anæsthetic, от др.-греч. ἀν- отрицательная приставка; «не-» + др.-греч. αἴσθησις «чувство», «ощущение», «сообразительность») полюсу по Кречмеру. Гиперэстетических шизоидов характеризует сентиментальность, тонкое чувство в отношении к природе и искусству, утончённость во вкусе и такте, мечтательность и слишком большая чувствительность к повседневным неурядицам жизни. Психэстетическая пропорция (нем. psychästhetische Proportion) переместилась, центр тяжести «темперамента» передвинулся, и Гёльдерлин стал анэстетическим шизофреническим аутистом с прогрессирующим нарастающим внутренним охлаждением, что поэт и описал в своих стихах. «Психэстетическая пропорция» (происходит от нем. psychästhetisch, на англ. psychæsthetic, от др.-греч. ψυχή «дух», «душа», «сознание», «характер» + др.-греч. αἴσθησις «чувство», «ощущение», «сообразительность»). Перемещение описанной пропорции у шизоидов часто идёт параллельно с нормальным развитием.
Он был глубоко религиозной натурой, хоть и имел особые, нетрадиционные религиозные воззрения. Уже в последние годы своего психического расстройства он вдруг попросил ходившего за ним мастера-плотника Эрнста Фридриха Циммера (1772—1838) смастерить для него из дерева греческий храм и написал ему на доске такие слова.

«Зигзаги жизни вычертят такое,

Что путь тропы и склон горы напомнит,

Бог Вечности нас, здешних, там исполнит

Гармонией, воздаянием и покоем».
Оригинальный текст (нем.)
«Die Linien des Lebens sind Verschieden

Wie Wege sind, und wie der Berge Gränzen.

Was Hir wir sind, kan dort ein Gott ergänzen

Mir Harmonien und ewigem Lohn un Frieden.»

Чувства Гёльдерлина и до болезни часто бывали уязвлены. Внутренне он никогда не мог преодолеть глубокую пропасть между аутистическими мечтами своей «мимозоподобной», нежной и гордой души и грубыми, травмирующими реалиями человеческого мира. Но сильно развитое чувство духовной независимости не позволяло ему искать в учении церкви удовлетворения своей внутренней потребности в «гармонии и покое». Поэтому его религиозное чувство нашло для себя весьма показательный выход в скромном глубоком пантеизме, который с самой юности оставался у него некоей исходной точкой его личности и его поэтического творчества. Внутренние истоки этой его мистической любви к природе он сам указывает в оде «Капризные».
«<…> Я понимал молчание эфира,

Людское слово я не понимал.

Гармонья шепчущих дубрав —

Мой воспитатель,

Среди цветов учился я любить.

И на руках богов я вырастал.»
Оригинальный текст (нем.)«<…> Ich verstand die Stille des Äthers,

Des Menschen Wort verstand ich nie.

Mich erzog der Wohllaut 

Des säuselnden Hains 

Und lieben lernt’ ich

Unter den Blumen

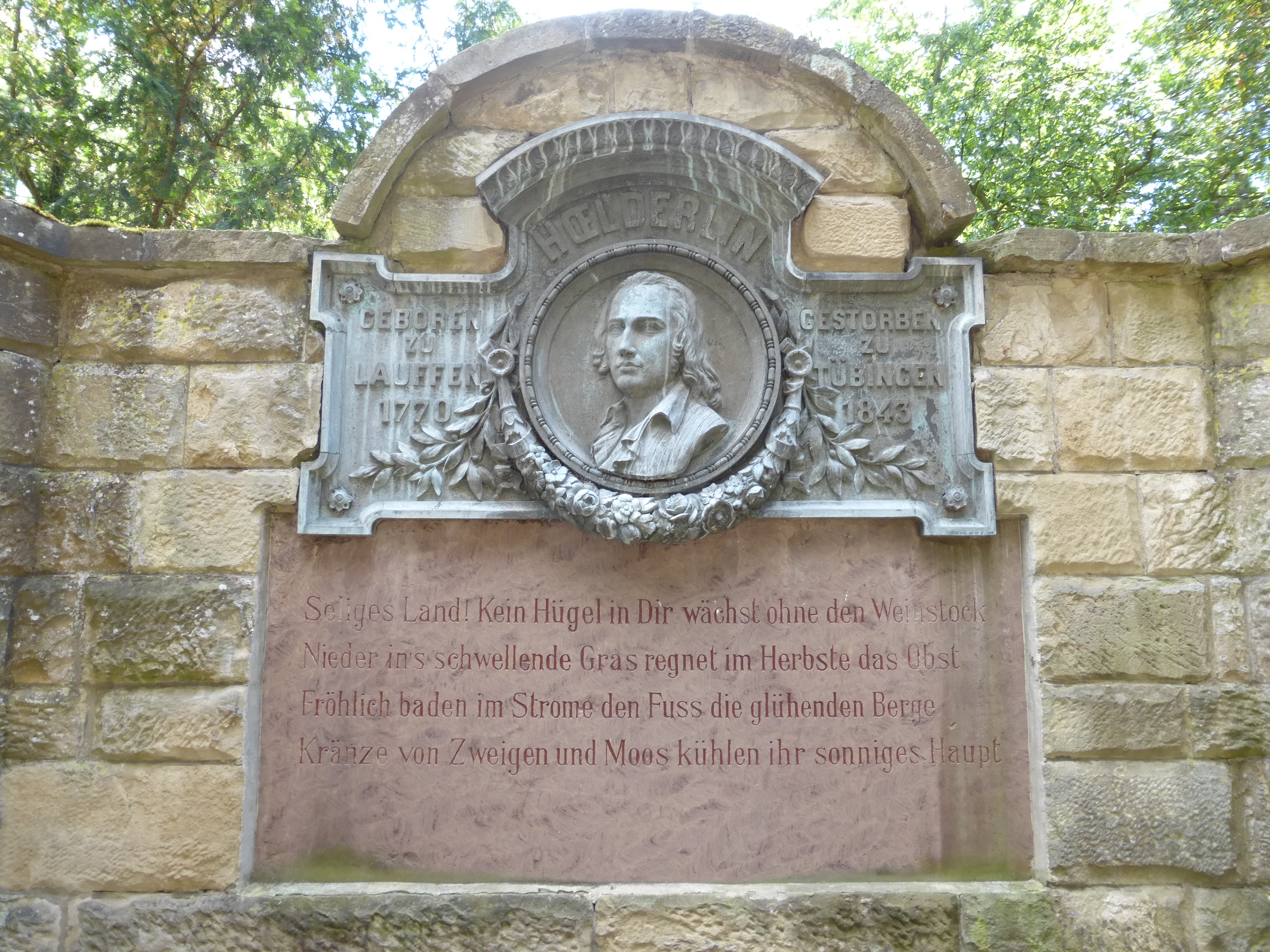
Мемориал Фридриха Гёльдерлина в Лауффен-ам-Неккар, (Германия)

Im Arme der Götter wuchs ich groß.»
— Отрывок стиха Гёльдерлина 1784—1800. Стих «Da ich ein Knabe war…» (Когда я был мальчиком…)
Шизоидные люди обычно серьёзны, и Гёльдерлин тоже был в значительной мере лишён чувства юмора. Он был не только аутистически сверхвосприимчив к впечатлениям реальной жизни людей, но у него ещё и отсутствовала способность примиряющего внутреннего синтеза этих впечатлений. Оказываясь в обществе, он решительно не понимал невиннейших шуток, с подозрением относился к безобиднейшим замечаниям и способен был почувствовать, что чья-то мимолётная усмешка «бесчестит его самое святое». Поэтому его слишком напряжённое, идеалистически возвышенное представление о взаимоотношениях людей в обществе постоянно бросало его то в экстаз фанатического культа дружбы, то в изнеможённое и разочарованное уныние. Своё чувство отчуждения и страха, которое он испытывал перед действительностью, он сам описывает такими словами:

«Я почти уверился, что педантичен единственно в любви, и не потому робок, что я боялся, что эта действительность помешает мне в моем эгоизме, но я робок, ибо я боюсь, что эта действительность помешает мне в моём внутреннем участии, с которым я тщусь присоединиться к чему-то другому; я боюсь, что эта жизнь, теплящаяся во мне, вмёрзнет в ледяную историю дня.»
Оригинальный текст (нем.)«Ich glaube fast, ich bin aus lauter Liebe pedantisch, ich bin nicht scheu, weil ich mich fürchte, von der Wirklichkeit in meiner Eigensucht gestört zu werden, aber ich bin es, weil ich mich fürchte, von der Wirklichkeit in der innigen Theilnahme gestört zu werden, mit der mich gern an etwas anderes schließe; ich fürchte, das warme Leben in mir zu erkälten an der eiskalten Geschichte des Tags…»
— Письмо Гёльдерлина Кристиану Людвигу Нейфферу. 12 ноября 1798
Гениальный аутистический шизофреник Гёльдерлин в качестве убежища от обид грубой и враждебной человеческой деятельности возводит из своих любимейших грёз наяву храм своего мировоззрения, в котором греческие боги существуют рядом с матерью-природой и отцом-эфиром, — храм, в котором благородная стилевая чистота классицизма приглушена нежной мистической полутьмой романтизма. Себя самого и людей, которых он любит, он ощущает эллинами, заблудившимися в поздней варварской эпохе, а в идеальных, по его представлениям, фигурах перикловых Афин он видит своих братьев, которых он тщетно искал среди своих современников. Все фигуры, возникающие в фантазии Гёльдерлина и затем в его стихах, кротки, тихи и прекрасны. Нигде не слышится шум действительности, везде — персонифицированные чувства самого поэта и мягкий, приглушённый внутренний свет его аутистично-мечтательной личности. Для шизоидов всякое отношение к действительности человеческой жизни — диссонанс, а гармония — только в грёзоподобной красоте безлюдной природы. Таков тот внутренний пантеизм Гёльдерлина, отзвуком которого становится «Гиперион» — освобождение от действительности и затопление потоком любви всего того, что он ещё способен был любить[страница не указана 2749 дней].

## Смерть
Умер Фридрих Гёльдерлин 7 июня 1843 от гидроторакса, вскрытие также показало гидроцефалию (водянку головного мозга). Похоронен на городском кладбище Тюбингена.

## Признание и наследие

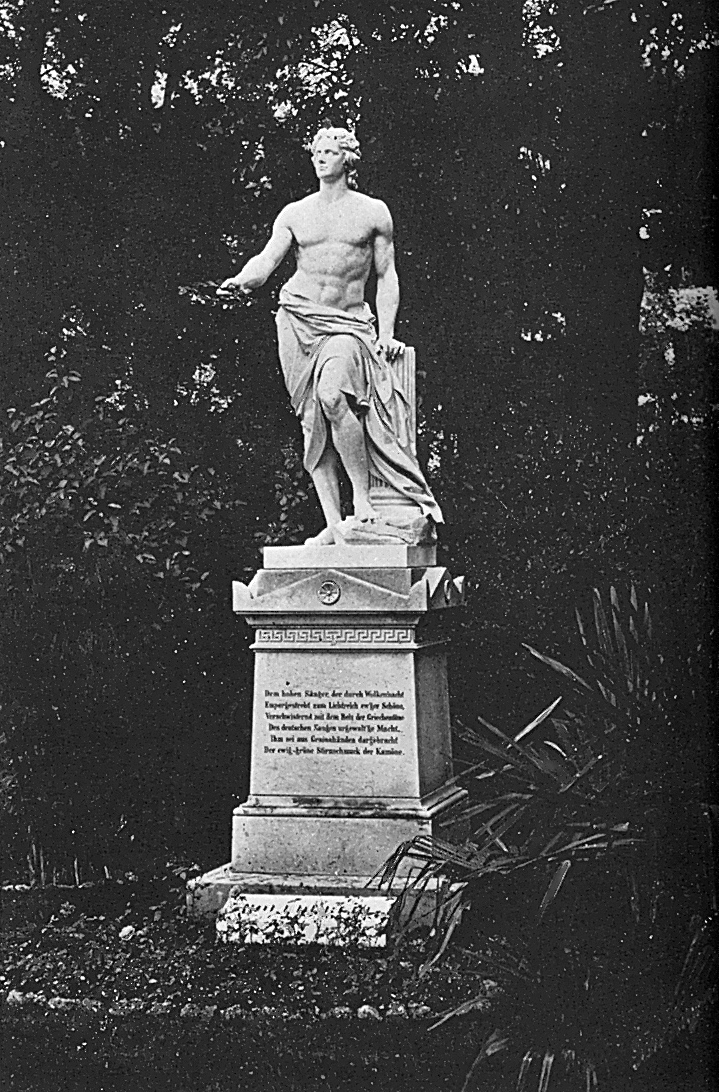
Памятник Гёльдерлину в Старом ботаническом саду Тюбингенa. Историческая открытка, 1881. (Памятник частично повреждён в результате многочисленных случаев вандализма, начиная с XIX века)

«Гёльдерлиновское возрождение» — значимая тенденция в движении мировой поэзии второй половины ХХ — начала XXI веков. Это относится к переводам и переложениям его стихов, которым отдают свои силы в этот период крупнейшие поэты разных языков, и к более широкому опыту усвоения поэтики как ранних, романтических, так и поздних его сочинений. Его произведения не только переводили и изучали заново, но публично декламировали (например, в Берлине в экспрессионистском «Новом клубе»).
Формы лирической прозы и свободного стиха Гёльдерлина оказали большое влияние на развитие немецкой литературы XX века. У него был уникальный стиль: эпический материал он мог сочетать с проникновенной лирикой, философской лирике использование античных форм стихов как нельзя лучше прибавляло оригинальности.
Поэзия, проза, переводы и сама фигура Гёльдерлина дала стимул к размышлениям философов и теологов (Вильгельм Дильтей, Фридрих Ницше, Карл Ясперс, Мартин Хайдеггер, Вальтер Беньямин, Морис Бланшо, Арис Фиоретос, Романо Гвардини, Ханс Кюнг), филологов (Роман Якобсон, Петер Сонди), к творчеству писателей (Стефан Цвейг, Георг Гейм, Петер Хертлинг и др.). Среди инициаторов русских переводов Гёльдерлина — Михаил Цетлин (Амари) и Яков Голосовкер, его стихи переводили Аркадий Штейнберг, Сергей Петров, Ефим Эткинд, Грейнем Ратгауз, Владимир Микушевич, Сергей Аверинцев, Вячеслав Куприянов, Ольга Седакова.
Для начинающих изучать творчество этого поэта лучшее — стихи раннего периода, так называемые «Тюбингенские гимны» (нем. «Tübinger Hymnen»). В них очень много от Шиллера: его риторико-философский пафос, стиховые формы, излюбленные темы и тезисы, но одновременно с этим наблюдается уникальность Гёльдерлина и своеобразные мысли. В одном из «Тюбингенских гимнов» написано: когда «падают» троны королей, «исчезают все разделительные перегородки» — нем. «Hin ist jede Scheidewand» («Песня любви», нем. «Lied der Liebe», 1789). Гёльдерлин сильно переживает за этот новый мир, в котором отныне отсутствуют сословные деления, когда основа — это мир равенства и братства, как его называла Великая французская революция, которую он на собственном опыте пережил.
Выдающееся богатство Гёльдерлина состоит в его лирических стихотворениях — дифирамбах, одах, панегириках, элегиях, посланиях, малых и больших полуописательных медитативных поэмах.
Цитата из романа «Гиперион, или Отшельник в Греции» Фридриха Гёльдерлина «Что всегда превращало государство в Ад на земле, так это попытки человека сделать его земным раем» (оригинал на нем. : «Immerhin hat das den Staat zur Hölle gemacht, daß ihn der Mensch zu seinem Himmel machen wollte.») является эпиграфом ко второй главе «Великая утопия» книги нобелевского лауреата по экономике Ф. фон Хайека «Дорога к рабству».
В 1983 году немецкий скульптор Ангела-Изабелла Лайх создаёт скульптуру из мрамора «Гиперион», скульптура представляет главного героя одноимённого романа поэта.

## Кинематограф
Были выпущены:
- Телевизионная драма 1981—1982 годов, «Покорный Скарданелли» (нем. Untertänigst Scardanelli), снятая берлинским режиссёром Джонатаном Бриелом[27].
- Фильм 1985 года «Половина жизни» (нем. Hälfte des Lebens) названа в честь поэмы Гёльдерлина и посвящена тайным отношениям между Гёльдерлином и Сюзетт Гонтар[28].
- В 1987—1990 годах Даниэль Хюйле и Жан-Мари Страуб сняли два фильма в Сицилии: «Смерть Эмпедокла»[англ.] (нем. «Der Tod des Empedokles») и Чёрный грех[англ.] (нем. «Schwarze Sünde»). Фильмы основаны на драме «Смерть Эмпедокла» (соответственно, для двух фильмов они использовали первую и третью версию текста)[29][30].
- Немецкий режиссёр Харальд Бергман посвятил несколько работ Гёльдерлину; к ним относятся фильмы Lyrische Suite (1992), Hölderlin Comics (1994), Scardanelli (2000) и документальный фильм Passion Hölderlin (2003)[31].
- Австралийский фильм 2004 года «Истр»[англ.] основан на лекционном курсе Мартина Хайдеггера 1942 года (опубликован как «Гимн Гёльдерлина „Истр“»[англ.])[32]. Режиссёр Дэвид Барисон и Даниэль Росс. Истр — древнегреческое название реки Дунай (на др.-греч. Ἴστρος).

## Гёльдерлин и музыка
Стихи Гёльдерлина вдохновили многих композиторов, включая создающих вокальные и инструментальные музыкальные произведения.

### Инструментальная музыка
На стихи Гёльдерлина писали музыку, среди многих других:
- Иоганнес Брамс
- Бенджамин Бриттен
- Вильгельм Кильмайер
- Гидеон Кляйн
- Дьёрдь Куртаг
- Эрнст Кшенек
- Дьёрдь Лигети
- Бруно Мадерна
- Луиджи Ноно
- Карл Орф
- Ханс Пфицнер
- Александр Раскатов
- Макс Регер
- Вольфганг Рим
- Виктор Ульман
- Вольфганг Фортнер
- Беат Фуррер
- Георг Фридрих Хаас
- Йозеф Маттиас Хауэр
- Ханс Вернер Хенце
- Пауль Хиндемит
- Хайнц Холлигер
- Фридрих Церха
- Рихард Штраус
- Ханс Эйслер
- Дмитрий Смирнов
- Виктория Полевая
- Юрий Красавин

### Вокальная музыка
Одним из самых ранних вокальных групп на поэзию Гёльдерлина являлось «Schicksalslied» Иоганнеса Брамса, основанный на «Hyperions Schicksalslied». Другие композиторы Гёльдерлина включают в Петера Корнелиуса, Ханса Пфицнера, Рихарда Штрауса («Drei Hymnen»), Макса Регера («An die Hoffnung»), Альфонса Дипенброка («Die Nacht»), Вальтера Браунфельса («Der Tod fürs Vaterland»), Ричард Веца («Hyperion oder Der Eremit in Griechenland»), Йозефа Маттиаса Хауэра, Германа Ройтера, Штефана Вольпе, Пауля Хиндемита, Бенджамина Бриттена («Sechs Hölderlin-Fragmente»), Ханса Вернера Хенце, Бруно Мадерна («Hyperion oder Der Eremit in Griechenland», «Stele an Diotima»), Луиджи Ноно («Prometeo»), Хайнца Холлигера («Scardanelli-Zyklus»), Ханса Зендера (Hölderlin lesen I—IV), Дьёрдь Куртага («Hölderlin»), Дьёрдь Лигети («Drei Phantasien nach Friedrich Hölderlin»), Ханса Эйслера («Hollywood Liederbuch»), Виктора Ульмана, Вольфганга фон Швейница, Вальтера Циммермана («Hyperion oder Der Eremit in Griechenland») и Вольфганга Рима. Карл Орф использовал немецкий перевод Гёльдерлина Софокла в операх «Antigone» и «Ödipus Tyrann».
Вильгельм Киллмейер основывается на трёх циклах песен, Hölderlin-Lieder, для тенора и оркестра на поздние поэмы Гёльдерлина; Кайя Саариахо «Tag des Jahrs» для смешанного хора и электроники, базируется на четырёх из этих поэм. В 2003 году Грэм Уотерхаус написал цикл песен «Sechs späteste Lieder» для вокала и виолончели на основе шести поздних стихотворений Гёльдерлина. Несколько произведений Георга Фридриха Хааса берут свои названия или текст из сочинений Гёльдерлина, включая «Hyperion oder Der Eremit in Griechenland», «Nacht» и сольный ансамбль «… Einklang freier Wesen …», а также его составные сольные пьесы, называемые «… aus freier Lust … verbunden …».
Немецкая прогрессивная рок-группа Hoelderlin названа в честь Гёльдерлина, финская мелодичная дэт-метал группа Insomnium — имеет набор стихов Гёльдерлина на музыку в нескольких песнях. Многие из шведских групп, например, шведская альтернативная рок-группа Alpha 60 также содержат лирические отсылки к поэзии Гёльдерлина.

### Издания на немецком
- Hyperion oder der Eremit in Griechenland (нем.). — Tübingen: J. G. Cotta’sche Buchhandlung, 1797. — Vol. I.
- Hyperion oder der Eremit in Griechenland (нем.). — Tübingen: J. G. Cotta’sche Buchhandlung, 1799. — Vol. II.
- Oedipus, Der Tyrann // Sophokles (Übersetzt von Friedrich Hölderlin) (нем.). — Frankfurt am Main: Bei Friedrich Wilmans, 1804. — Vol. I.
- Antigone // Sophokles (Übersetzt von Friedrich Hölderlin) (нем.). — Frankfurt am Main: Bei Friedrich Wilmans, 1804. — Vol. II.
- Gedichte 1784—1800 (нем.). — 1784—1800.
- Brief an Susette Gontard (нем.). — 1799.
- Der Tod des Empedokles (нем.). — Stuttgart, 1797–1800.
- Gedichte von Friedrich Hölderlin (нем.). — Stuttgart und Tübingen: J. G. Cotta’sche Buchhandlung, 1826.
- Dichtungen von Friedrich Hölderlin. Mit biographischer Einleitung (нем.). — Tübingen: Verlag und Druck von Franz Fues (L. Fr. Fues'sche Sortiments-Buchhandlung), 1884. — 462 S.
- Gesammelte werke… (нем.). — Jena und Leipzig: Verlegt Bei Eugen Diederichs, 1905. — 392 S.
- Übersetzungen philosophische Schriften von Friedrich Hölderlin (нем.). — Weimar: Erich Lichtenstein Verlag, 1922. — 344 S.
- Friedrich Hölderlin Sämtliche Werke und Briefe. Band I (Gedichte) (нем.). — Leipzig: Insel Verlag, 1922. — 564 S.
- Friedrich Hölderlin Sämtliche Werke und Briefe. Band II (Hyperion ・ Auffatz-Entwürfe) (нем.). — Leipzig: Insel Verlag, 1914. — 452 S.
- Friedrich Hölderlin Sämtliche Werke und Briefe. Band III (Empedokles–Bruchftücke ・ Überfetzungen) (нем.). — Leipzig: Insel Verlag, 1915. — 514 S.

### Издания на русском
- Гёльдерлин Ф. Смерть Эмпедокла = Der Tod des Empedokles / Пер. Я. Голосовкера, предисл. А. Луначарского. — М.—Л.: Academia, 1931. — 135 с. — (Классики мировой литературы). — 4000 экз.
- Гёльдерлин Ф. Сочинения / Сост. А. Дейч. — М.: Художественная литература, 1969. — 544 с. — 25 000 экз.
- Гёльдерлин Ф. Гиперион. Стихи. Письма; Гонтар С. Письма Диотимы = Hyperion. Gedichte. Briefe. Susette Gontard. Briefe der Diotima / Изд. подг. Н. Т. Беляева, отв. ред. Н. С. Павлова. — М.: Наука, 1988. — 600 с. — (Литературные памятники). — 25 000 экз.
- Гёльдерлин Ф. Избранная лирика. — Кишинёв: AXUL Z, 1997. — 287 с. — (Lyrikos). — 1000 экз. — ISBN 5-86892-184-4.
- Гёльдерлин Ф. Гиперион = Hyperion oder Der Eremit in Griechenland / Пер. Н. А. Самойловой. — М.—СПб.: Летний сад, Университетская книга, 2014. — 468 с. — (Кенгуру). — ISBN 978-5-98856-201-6.
- Гёльдерлин Ф. Смерть Эмпедокла: трагедия = Der Tod des Empedokles / Пер. и предисл. Н. А. Самойловой; вступ. ст. В. Кожемякина. — СПб.: Летний сад, 2015. — 296 с. — ISBN 978-5-98856-222-1.
- Гёльдерлин Ф. Стихотворения = Gedichte von Friedrich Hölderlin / Пер. А. Ведюшкина. — М.: Летний сад, 2015. — 340 с. — (Кожа и крафт). — ISBN 978-5-98856-169-9.
- Гёльдерлин Ф. Огненный бег = Samtliche Werke und Briefe / Пер. Владимира Летучего. — М.: Водолей, 2016. — 176 с. — (Пространство перевода). — ISBN 978-5-91763-292-6.
- Гёльдерлин Ф. Гельдёрлин 3D. Сочинения и письма / Пер. с нем. и коммент. Н. А. Самойловой. — М.: Летний сад, 2017. — 590 с. — 400 экз. — ISBN 978-5-98856-265-8.

### Научные статьи
- Сычёва С. Г. М. Хайдеггер о Ф. Гёльдерлине // Философия, социология, политология : журнал. — 2010. — С. 56—58. Архивировано 19 января 2018 года.
- Вольский А. Л. Фридрих Гёльдерлин: Поэзия как Герменевтика // Известия Российского государственного педагогического университета им. А. И. Герцена : журнал. — 2008. — № 72. — С. 144—155. Архивировано 19 января 2018 года.
- Фокин С. Л. Гёльдерлин, Лаку-Лабарт и столяр Циммер // EINAI: Философия. Религия. Культура : журнал. — 2014. — Т. 3, № 1/2 (5/6). — С. 64—74. Архивировано 19 января 2018 года.